# Свободное (Приморский край)
Свобо́дное — село в Лазовском муниципальном районе Приморского края России, входит в состав Беневского сельского поселения.

## География
Село расположено в 38 км от районного центра села Лазо.
Находится в долине реки Киевка. Через село проходит автомобильная дорога Р448 Лазо — Преображение.

## История
По воспоминаниям местных жителей село было основано в 1906 году.

## Население
| 1926 | 2002 | 2007 | 2008 | 2010 |
| ---- | ---- | ---- | ---- | ---- |
| 134  | ↘19  | ↗21  | ↗23  | ↗26  |

## Улицы
В селе имеются две улицы: ул. Приозёрная и ул. Центральная.